# Albert Meunier
Albert Meunier, né le 8 septembre 1861 à Bignicourt (Ardennes) et mort le 21 novembre 1941 à Nice (Alpes-Maritimes), est un homme politique français.

## Biographie
Docteur en droit, il est professeur d'école normale et directeur d'école primaire supérieure à Rethel, puis à Caen. En 1906, il achète un journal local, L'Espoir, qui lui permet de faire campagne. Il est élu conseiller général du canton de Juniville en 1913. Il est député des Ardennes de 1919 à 1930, siégeant au groupe de la Gauche radicale, et sénateur de 1930 à 1939, siégeant à la Gauche démocratique et radicale indépendante. Il est également maire de Juniville en 1925.

## Sources
- « Albert Meunier », dans le Dictionnaire des parlementaires français (1889-1940), sous la direction de Jean Jolly, PUF, 1960 [détail de l’édition]